# Словарь сокращений
Словарь сокращений — словарь, содержащий сложносокращенные слова (в том числе аббревиатуры инициального типа), образованные от составных наименований. Все сокращения расположены в алфавитном порядке и напротив каждого дается расшифровка, то есть полное наименование, соответствующее сокращенному. Зачастую одно слово может иметь несколько вариантов расшифровки.

## Печатные словари сокращений
Одним из первых словарей сокращений русского языка был «Словарь вошедших в обиход сокращённых названий».
Широко известен «Словарь сокращений русского языка», насчитывающий около 18 000 сокращений, составленный Д. И. Алексеевым, И. Г. Гозманом и Г. В. Сахаровым (первое издание — 1963, второе — 1977, третье — 1983, четвёртое — 1984).
Наиболее полным словарём является «Новый словарь сокращений русского языка» под редакцией Е. Г. Коваленко. В нём приводится расшифровка около 32 тыс. аббревиатур и других сокращений. Свое развитие (около 10 тыс. новых сокращений) словарь получил в издании «Новые сокращения в русском языке 1996—1999».
Кроме того, издавались словари меньшего объёма:
- С. В. Фадеев. Тематический словарь сокращений современного русского языка: около 20 000 сокращений. — М.: «Руссо», 1998. — 538 с.;
- Словарь сокращений и аббревиатур армии и спецслужб. Сост. А. А. Щелоков. — М.: «АСТ»; «Гелеос», 2003. — 318 с.;
- Словарь сокращений современного русского языка. Сост. Г. Скляревская. — М.: «Эксмо», 2004. — 448 с.

В 2008 году в издательстве «ЭТС» вышло обновленное издание «Нового словаря сокращений» (около 35 000 сокращений) под редакцией И. В. Фаградянца.